# Dylan Thomas (snowboardzista)
Dylan Thomas (ur. 27 czerwca 1994) – amerykański snowboardzista, specjalizujący się w konkurencjach freestyle.

## Kariera
Po raz pierwszy na arenie międzynarodowej pojawił się 22 marca 2013 roku w Sun Valley, gdzie w zawodach FIS Race zajął 66. miejsce w slopestyle'u. Nigdy nie startował na mistrzostwach świata juniorów. W zawodach Pucharu Świata zadebiutował 20 marca 2016 roku w Szpindlerowym Młynie, zajmując 28. miejsce w slopestyle'u. Tym samym już w swoim debiucie wywalczył pierwsze pucharowe punkty. Na podium zawodów tego cyklu po raz pierwszy stanął 4 lutego 2017 roku w Mammoth Mountain, gdzie był trzeci w tej samej konkurencji. W zawodach tych wyprzedzili go jedynie dwaj rodacy: Redmond Gerard i Kyle Mack. Najlepsze wyniki osiągnął w sezonie 2016/2017, kiedy to zajął 54. miejsce w klasyfikacji generalnej AFU. W 2017 roku wystartował na mistrzostwach świata w Sierra Nevada, gdzie był między innymi dziesiąty w swej koronnej konkurencji.

## Osiągnięcia

### Mistrzostwa świata
| Miejsce | Dzień    | Rok  | Miejscowość   | Konkurencja | Zwycięzca      |
| ------- | -------- | ---- | ------------- | ----------- | -------------- |
| 10.     | 11 marca | 2017 | Sierra Nevada | Slopestyle  | Seppe Smits    |
| 57.     | 17 marca | 2017 | Sierra Nevada | Slopestyle  | Ståle Sandbech |

### Puchar Świata

#### Miejsca w klasyfikacji generalnej
- - AFU[2]
- sezon 2015/2016: 141.
- sezon 2016/2017: 54.

#### Miejsca na podium
1. Mammoth Mountain – 4 lutego 2017 (slopestyle) - 3. miejsce